# 小行星21515
小行星21515（21515 Gavini）是一颗绕太阳运转的小行星，为主小行星带小行星。该小行星于1998年5月23日发现。

## 轨道参数
小行星21515的轨道半长轴为2.7012069 UA，离心率为0.153。